# NGC 232
NGC 232 est une galaxie spirale barrée située dans la constellation de la Baleine. NGC 232 a été découverte par l'astronome américain Francis Leavenworth en 1886.

## Caractéristiques
Sa vitesse par rapport au fond diffus cosmologique est de 6 494 ± 49 km/s, ce qui correspond à une distance de Hubble de 95,8 ± 6,7 Mpc (∼312 millions d'al). 
À ce jour, 16 mesures non basées sur le décalage vers le rouge (redshift) donnent une distance de 90,500 ± 13,533 Mpc (∼295 millions d'al), ce qui est à l'intérieur des valeurs de la distance de Hubble. 
La galaxie NGC 232 présente une large raie HI et c'est une galaxie lumineuse dans l'infrarouge. La luminosité de la galaxie de NGC 247 dans l'infrarouge lointain (de 40 à 400 µm) est égale à 1,55 × 1011 {\displaystyle L_{\odot }} (1011,19{\displaystyle L_{\odot }}) et sa luminosité totale dans l'infrarouge (de 8 à 1 000 µm) est de 2,00 × 1011 {\displaystyle L_{\odot }} (1011,30{\displaystyle L_{\odot }}).

## Supernova
La supernova SN 2006et a été découverte dans NGC 232 le 30 août 2006 à Yamagata au Japon par l'astronome japonais Koichi Itagaki. Cette supernova était de type Ia.